# Stowarzyszenie Dziennikarzy Podróżników Globtroter
Stowarzyszenie Dziennikarzy Podróżników Globtroter (SDP Globtroter) – ogólnopolskie stowarzyszenie zrzeszające dziennikarzy specjalizujących się w tematyce turystycznej. Liczy ponad 400 członków w całej Polsce i na emigracji.

## Historia
Stowarzyszenie Dziennikarzy Podróżników Globtroter powstało 10 marca 1992 roku, początkowo jako Klub „Globtroter”, przy Polskiej Izbie Turystyki, później przy polskim biurze podróży „Orbis”, by 23 grudnia 1997 roku przekształcić się w samodzielną organizację. Członkowie SDP Globtroter odbyli przez te lata ponad 1000 podróży studyjnych, podczas których odwiedzili ponad 100 państw, między innymi: Peru, Malezję, USA, Meksyk, Boliwię, Kenię, RPA, Seszele, Sri Lankę, Malediwy, Filipiny, Zimbabwe, Izrael, Tanzanię, Maroko, Kuwejt, Syrię, Indie, Indonezję, Gambię, Australię i Nową Zelandię. Organizacja przeprowadziła również ponad 1000 wyjazdów studyjnych na terenie Polski. Stowarzyszenie ściśle współpracuje z biurami promocji regionów, ambasadami, ministerstwami turystyki, liniami lotniczymi i biurami podróży. Podczas comiesięcznych spotkań stowarzyszenie prezentuje nowości w turystyce, regiony i książki podróżnicze i turystyczne. Co roku SDP Globtroter przyznaje nagrody dziennikarskie za najlepsze publikacje turystyczne.

## Znani członkowie
Stowarzyszenie liczy ponad 400 członków z prasy, radia, telewizji, mediów elektronicznych. Członkami SDP Globtroter są między innymi: Beata Pawlikowska, Jarosław Kret, Grzegorz Micuła, Jerzy Adamuszek, Michał Fajbusiewicz, Tadeusz Olszański, Zofia Czernicka, Monika Witkowska, Zenon Żyburtowicz, Magdalena Pinkwart, Sergiusz Pinkwart, Urszula Rzepczak, Marzena Kądziela. Członkami stowarzyszenia byli: legendarny podróżnik, pisarz, dziennikarz i varsavianista Olgierd Budrewicz, dziennikarz, autor programu telewizyjnego Klub sześciu kontynentów Ryszard Badowski, dziennikarz telewizyjny, prezenter Dziennika Telewizyjnego Adam Bronikowski a także dziennikarz i publicysta Zygmunt Broniarek.

## Władze Stowarzyszenia
Prezesem Stowarzyszenia jest Sławomir Lechosław Bawarski. Wiceprezesami są Grzegorz Micuła i Andrzej Zarzecki.

## Laureaci Nagrody Stowarzyszenia
- Michał Fajbusiewicz
- Adam Gąsior
- Mariusz Gryżewski
- Marzena Kądziela
- Grzegorz Micuła
- Magdalena Pinkwart
- Sergiusz Pinkwart
- Krzysztof Rozum
- Cezary Rudziński
- Urszula Rzepczak
- Zofia Suska
- Robert Sienczewski
- Roderyk Więcek
- Zenon Żyburtowicz

## Patronaty honorowe
W uznaniu zasług w promowaniu walorów Spały, Stowarzyszenie Dziennikarzy Podróżników Globtroter zostało Honorowym Ambasadorem miejscowości.